# Hymna Čínské lidové republiky
Hymna Číny (oficiálně Čínské lidové republiky) je píseň Pochod dobrovolníků (čínsky: 义勇军进行曲, I-jung-ťün ťin-sing-čchü). Slova hymny napsal proslulý čínský dramatik a básník Tchien Chan (田汉, 1898–1968), na pochodovou hudbu skladatele Nie Er (聂耳, 1912–1935).

## Historie písně
Tchien Chan napsal Pochod dobrovolníků jako titulní píseň pro vlastenecký film Děti bouřlivé doby (風雲兒女, Feng-jün er-nü), jehož byl scenáristou. Film vznikl roku 1935 a vzápětí píseň vyšla i samostatně na gramofonových deskách. Poprvé byla k oficiálním účelům použita v únoru 1949 na mezinárodní konferenci, konané v Praze. Téhož roku 27. září, čtyři dny před vyhlášením Čínské lidové republiky, bylo rozhodnuto přijmout Pochod dobrovolníků za prozatímní státní hymnu. Po řadu let byla dokonce označována prostým titulem „Prozatímní státní hymna“ (Can-taj kuo-ke), ale navzdory poněkud časovému obsahu, vážícímu se k ohrožení Číny japonskou okupací, již žádná „definitivnější“ státní hymna nepřišla. V období kulturní revoluce byl Tchien Chan uvězněn a slova jeho písně se stala nežádoucí. Namísto ní se na přelomu 60. a 70. let neoficiálně používala píseň Východ je rudý, oslavující Mao Ce-tunga. Teprve 5. března 1978 byl Pochod dobrovolníků rehabilitován, byť s poněkud pozměněným textem, zmiňujícím komunistickou stranu. Tato úprava, stále poplatná kultu Maovy osobnosti, se však nevžila a 4. prosince 1982 Všečínské shromáždění lidových zástupců rozhodlo o navrácení původních slov z roku 1935. Oficiální status písně byl nejnověji potvrzen dodatkem ústavy ČLR o státních symbolech v roce 2004.
Na Tchaj-wanu je i nadále užívána státní hymna Čínské republiky Tři lidové principy, zatímco Pochod dobrovolníků byl až do 90. let zakázán. Není bez zajímavosti, že hymna Čínské republiky je psána klasickým (a nesnadno srozumitelným) literárním jazykem, zatímco hymna ČLR je v běžné hovorové řeči.

## Text písně
| Originální text | Transkripce | Český překlad |
| --- | --- | --- |
| 起来！不愿做奴隶的人们！ 把我们的血肉，筑成我们新的长城！ 中华民族到了最危险的时候， 每个人被迫着发出最后的吼声。 起来！起来！起来！ 我们万众一心， 冒着敌人的炮火，前进！ 前进！前进！进！ | Čchi-laj! Pu jüan cuo nu-li te žen-men! Pa wo-men te süe-žou, ču-čcheng wo-men sin te Čchang-čcheng! Čung-chua min-cu tao liao cuej wej-sien te š'-chou, mej ke žen pej pcho-če fa-čchu cuej chou te chou-šeng. Čchi-laj! Čchi-laj! Čchi-laj! Wo-men wan-čung-i-sin, Mao-če ti-žen te pchao-chuo, čchien-ťin! Čchien-ťin! Čchien-ťin! Ťin! | Povstaňte, kdo nechcete otroky se stát! Z našeho masa, z naší krve zbudujme novou Velkou zeď! Čínskému národu nadešel jeho nejtěžší čas, každý musí svůj vzdor vykřičet. Vzhůru! Vzhůru! Vzhůru! V milionech našich těl jedno srdce bije. Navzdor nepřátelské palbě kupředu! Kupředu! Kupředu! Vpřed! |